# Jeżów (gromada)
Jeżów – dawna gromada, czyli najmniejsza jednostka podziału terytorialnego Polskiej Rzeczypospolitej Ludowej w latach 1954–1972.
Gromady, z gromadzkimi radami narodowymi (GRN) jako organami władzy najniższego stopnia na wsi, funkcjonowały od reformy reorganizującej administrację wiejską przeprowadzonej jesienią 1954 do momentu ich zniesienia z dniem 1 stycznia 1973, tym samym wypierając organizację gminną w latach 1954–1972.
Gromadę Jeżów siedzibą GRN w Jeżowie utworzono – jako jedną z 8759 gromad na obszarze Polski – w powiecie brzezińskim w woj. łódzkim, na mocy uchwały nr 29/54 WRN w Łodzi z dnia 4 października 1954. W skład jednostki weszły obszary dotychczasowych gromad Góra, Jasienin Duży, Jasienin Mały, Jeżów, Kosiska, Strzelnia i Mikulin oraz parcelacja Popień z dotychczasowej gromady Władysławów ze zniesionej gminy Jeżów w powiecie brzezińskim, a także obszar dotychczasowej gromady Przybyszyce ze zniesionej gminy Słupia w powiecie skierniewickim. Dla gromady ustalono 27 członków gromadzkiej rady narodowej.
31 grudnia 1959 do gromady Jeżów przyłączono kolonię Olszewo, wieś Władysławów i kolonię Leszczyny ze zniesionej gromady Wierzchy oraz parcelę Dąbrowa z gromady Rogów.
Gromada przetrwała do końca 1972 roku, czyli do kolejnej reformy gminnej. 1 stycznia 1973 reaktywowano gminę Jeżów.